# Draft 1989 de la NBA
1988 1990
La draft 1989 de la NBA est la 43e draft annuelle de la National Basketball Association (NBA), se déroulant en amont de la saison 1989-1990. Elle s'est tenue le 27 juin 1989 à New York. La draft fut réduite de trois tours la saison précédente à un format à deux tours pour la première fois lors de cette draft et toujours en usage actuellement. Un total de 54 joueurs ont été sélectionnés en 2 tours.
En amont de la draft, les Timberwolves du Minnesota et le Magic d'Orlando, nouvelles franchises de la ligue, participent à la draft pour la première fois, après avoir réalisé une draft d'expansion, leur permettant de sélectionner des joueurs d'autres franchises, non protégés.
Lors de cette draft, 27 équipes de la NBA choisissent à tour de rôle des joueurs évoluant au basket-ball universitaire américain, ainsi que des joueurs internationaux. Si un joueur quittait l’université plus tôt, il devenait éligible à la sélection.
La loterie pour désigner la franchise qui choisit en première un joueur, impliquait un tirage au sort d’une enveloppe. Ce système dure jusque cette saison, pour être remplacé par une loterie pondérée : parmi les onze équipes non qualifiées en playoffs, la plus mauvaise reçoit onze chances sur 66 d'obtenir le premier choix, quand la onzième n'obtient qu’une chance sur 66.
Elle est considérée comme l'une des pires drafts de l'histoire de la NBA, avec la draft 1986 et la draft 2000. Bien que cette draft ait produit des joueurs All-Stars tels que Nick Anderson, B. J. Armstrong, Dana Barros, Mookie Blaylock, Sean Elliott, Tim Hardaway, Shawn Kemp et Glen Rice, huit des dix premiers choix furent considérés comme des échecs, dont les deux premiers choix Pervis Ellison et Danny Ferry.
C'est même David Robinson, alors sélectionné en première position par les Spurs de San Antonio en 1987, qui rejoint la ligue deux saisons après sa sélection à cause de son service militaire avec la United States Navy, qui remporte le titre de NBA Rookie of the Year lors de son entrée officielle dans la ligue.
Deux joueurs, non-américains, sont intronisés au Basketball Hall of Fame à l'issue de leur carrière, Vlade Divac et Dino Rađa. À leurs côtés, Tim Hardaway fait son intronisation au Hall of Fame en 2022.

## Draft
| ^ | Signale un joueur qui a été intronisé au Basketball Hall of Fame                                                                |
| * | Signale un joueur qui a été sélectionné pour au moins un match annuel NBA All-Star Game et une récompense annuelle All-NBA Team |
| + | Signale un joueur qui a été sélectionné pour au moins un match annuel NBA All-Star Game                                         |

### Premier tour
| Choix | Nom                      | Position          | Nationalité           | Équipe                                                                           | Provenance                                  |
| ----- | ------------------------ | ----------------- | --------------------- | -------------------------------------------------------------------------------- | ------------------------------------------- |
| 1     | Pervis Ellison           | Ailier fort Pivot | États-Unis            | Kings de Sacramento                                                              | Cardinals de Louisville                     |
| 2     | Danny Ferry              | Ailier fort       | États-Unis            | Clippers de Los Angeles                                                          | Blue Devils de Duke                         |
| 3     | Sean Elliott+            | Arrière Ailier    | États-Unis            | Spurs de San Antonio                                                             | Wildcats de l'Arizona                       |
| 4     | Glen Rice*               | Ailier            | États-Unis            | Heat de Miami                                                                    | Wolverines du Michigan                      |
| 5     | Herman "J. R." Reid      | Ailier fort Pivot | États-Unis            | Hornets de Charlotte                                                             | Tar Heels de la Caroline du Nord            |
| 6     | Stacey King              | Pivot             | États-Unis            | Bulls de Chicago (des Nets du New Jersey)                                        | Sooners de l'Oklahoma                       |
| 7     | George McCloud           | Arrière Ailier    | États-Unis            | Pacers de l'Indiana                                                              | Seminoles de Florida State                  |
| 8     | Randy White              | Ailier fort       | États-Unis            | Mavericks de Dallas                                                              | Bulldogs de Louisiana Tech                  |
| 9     | Tom Hammonds             | Ailier fort Pivot | États-Unis            | Bullets de Washington                                                            | Yellow Jackets de Georgia Tech              |
| 10    | Jerome "Pooh" Richardson | Meneur            | États-Unis            | Timberwolves du Minnesota                                                        | Bruins de l'UCLA                            |
| 11    | Nick Anderson            | Arrière Ailier    | États-Unis            | Magic d'Orlando                                                                  | Fighting Illini de l'Illinois               |
| 12    | Daron "Mookie" Blaylock+ | Meneur            | États-Unis            | Nets du New Jersey (des Trail Blazers de Portland)                               | Sooners de l'Oklahoma                       |
| 13    | Michael Smith            | Ailier fort       | États-Unis            | Celtics de Boston                                                                | Cougars de BYU                              |
| 14    | Tim Hardaway^            | Meneur            | États-Unis            | Warriors de Golden State                                                         | Miners d'UTEP                               |
| 15    | Todd Lichti              | Arrière           | États-Unis            | Nuggets de Denver                                                                | Cardinal de Stanford                        |
| 16    | Dana Barros+             | Meneur            | États-Unis            | SuperSonics de Seattle (des Rockets de Houston via les Warriors de Golden State) | Eagles de Boston College                    |
| 17    | Shawn Kemp*              | Ailier fort Pivot | États-Unis            | SuperSonics de Seattle (des 76ers de Philadelphie)                               | Trinity Valley CC                           |
| 18    | B. J. Armstrong+         | Meneur            | États-Unis            | Bulls de Chicago (des Bucks de Milwaukee via SuperSonics de Seattle)             | Hawkeyes de l'Iowa                          |
| 19    | Kenny Payne              | Ailier fort       | États-Unis            | 76ers de Philadelphie (de SuperSonics de Seattle)                                | Cardinals de Louisville                     |
| 20    | Jeff Sanders             | Ailier fort Pivot | États-Unis            | Bulls de Chicago                                                                 | Georgia Southern                            |
| 21    | Theodore "Blue" Edwards  | ArrièreAilier     | États-Unis            | Jazz de l'Utah                                                                   | Pirates d'East Carolina                     |
| 22    | Byron Irvin              | Arrière           | États-Unis            | Trail Blazers de Portland (des Knicks de New York)                               | Tigers du Missouri                          |
| 23    | Roy Marble               | Arrière Ailier    | États-Unis            | Hawks d'Atlanta                                                                  | Hawkeyes de l'Iowa                          |
| 24    | Anthony Cook             | Ailier fort Pivot | États-Unis            | Suns de Phoenix (transféré aux Pistons de Détroit)                               | Wildcats de l'Arizona                       |
| 25    | John Morton              | Meneur            | États-Unis            | Cavaliers de Cleveland                                                           | Pirates de Seton Hall                       |
| 26    | Vlade Divac^             | Pivot             | Yougoslavie ( Serbie) | Lakers de Los Angeles                                                            | KK Partizan (Yougoslavie, désormais Serbie) |
| 27    | Kenny Battle             | Ailier fort       | États-Unis            | Pistons de Détroit (transféré aux Suns de Phoenix)                               | Fighting Illini de l'Illinois               |

### Deuxième tour
| Choix | Nom                | Position          | Nationalité            | Équipe                    | Provenance                                |
| ----- | ------------------ | ----------------- | ---------------------- | ------------------------- | ----------------------------------------- |
| 28    | Sherman Douglas    | Arrière           | États-Unis             | Heat de Miami             | Orange de Syracuse                        |
| 29    | Dyron Nix          | Ailier            | États-Unis             | Hornets de Charlotte      | Volunteers du Tennessee                   |
| 30    | Frank Kornet       | Ailier            | États-Unis             | Bucks de Milwaukee        | Commodores de Vanderbilt                  |
| 31    | Jeff Martin        | Arrière           | États-Unis             | Clippers de Los Angeles   | Racers de Murray State                    |
| 32    | Stanley Brundy     | Ailier            | États-Unis             | Nets du New Jersey        | Blue Demons de DePaul                     |
| 33    | Jay Edwards        | Arrière           | États-Unis             | Clippers de Los Angeles   | Hoosiers de l'Indiana                     |
| 34    | Gary Leonard       | Pivot             | États-Unis             | Timberwolves du Minnesota | Tigers du Missouri                        |
| 35    | Pat Durham         | Ailier            | États-Unis             | Mavericks de Dallas       | Rams de Colorado State                    |
| 36    | Clifford Robinson+ | Ailier fort Pivot | États-Unis             | Trail Blazers de Portland | Huskies du Connecticut                    |
| 37    | Michael Ansley     | Ailier            | États-Unis             | Magic d'Orlando           | Crimson Tide de l'Alabama                 |
| 38    | Doug West          | Arrière Ailier    | États-Unis             | Timberwolves du Minnesota | Wildcats de Villanova                     |
| 39    | Ed Horton          | Ailier fort Pivot | États-Unis             | Bullets de Washington     | Hawkeyes de l'Iowa                        |
| 40    | Dino Rađa^         | Ailier fort       | Yougoslavie ( Croatie) | Celtics de Boston         | KK Split (Yougoslavie, désormais Croatie) |
| 41    | Doug Roth          | Pivot             | États-Unis             | Bullets de Washington     | Volunteers du Tennessee                   |
| 42    | Michael Cutright   | Arrière           | États-Unis             | Nuggets de Denver         | Cowboys de McNeese State                  |
| 43    | Chucky Brown       | Ailier fort       | États-Unis             | Cavaliers de Cleveland    | Wolfpack de North Carolina State          |
| 44    | Reggie Cross       | Ailier fort       | États-Unis             | 76ers de Philadelphie     | Rainbow Warriors d'Hawaï                  |
| 45    | Scott Haffner      | Arrière           | États-Unis             | Heat de Miami             | Purple Aces d'Evansville                  |
| 46    | Ricky Blanton      | Ailier            | États-Unis             | Suns de Phoenix           | Tigers de LSU                             |
| 47    | Reggie Turner      | Ailier            | États-Unis             | Nuggets de Denver         | Blazers de l'UAB                          |
| 48    | Junie Lewis        | Meneur            | États-Unis             | Jazz de l'Utah            | Utes de l'Utah                            |
| 49    | Haywoode Workman   | Arrière           | États-Unis             | Hawks d'Atlanta           | Golden Eagles d'Oral Roberts              |
| 50    | Brian Quinnett     | Ailier            | États-Unis             | Knicks de New York        | Cougars de Washington State               |
| 51    | Mike Morrison      | Arrière           | États-Unis             | Suns de Phoenix           | Loyola College in Maryland                |
| 52    | Greg Grant         | Arrière           | États-Unis             | Suns de Phoenix           | The College of New Jersey                 |
| 53    | Jeff Hodge         | Arrière           | États-Unis             | Mavericks de Dallas       | Jaguars de South Alabama                  |
| 54    | Toney Mack         | Arrière           | États-Unis             | 76ers de Philadelphie     | Bulldogs de la Géorgie                    |